# Ail doré
Allium moly
Pour les articles homonymes, voir Ail.
Espèce
Classification APG III (2009)
Statut de conservation UICN

 LC  : Préoccupation mineure
L'ail doré, ou ail d'Espagne (Allium moly) est une espèce de plantes à fleurs du genre Allium (les ails ou aulx) et de la famille des Amaryllidacées. Il fleurit au printemps et se reconnaît notamment à la couleur dorée de ses fleurs.

## Description

### Morphologie générale et végétative
C'est une plante herbacée vivace érigée de petite taille (10 à 40 cm) à tige cylindrique, à bulbe plus ou moins ovoïde à tunique brunâtre et coriace. Chaque tige est accompagnée d'une ou deux feuilles lancéolées de 15 à 35 mm de largeur. Les feuilles sont en principe plus courtes que les tiges.

### Morphologie florale
L'inflorescence est en ombelle plus ou moins semi-circulaire. Spathe s'ouvrant en deux valves courtes.
Les fleurs sont hermaphrodites à six tépales (trois sépales et trois pétales similaires) de couleur jaune doré, s'ouvrant en étoile. Six étamines à filets et anthères jaunes. L'ovaire est supère à trois carpelles.

### Fruit et graines
Le fruit est une capsule globuleuse.

## Écologie et habitat
C'est une plante herbacée géophyte bulbeuse poussant dans les lieux rocheux et frais ou les prairies de fauche (souvent sur calcaire), où elle fleurit de mai à juillet.
Relativement rare, elle se rencontre surtout en Espagne et dans le sud de la France. Elle est également cultivée dans les jardins.

## Statut
C'est une espèce menacée, présente dans le livre rouge de la flore menacée de France de l'INPN, l'Inventaire National du Patrimoine Naturel.